# 马克斯·洛伦茨 (足球运动员)
马克斯·洛伦茨（德語：Max Lorenz，1939年8月19日—），德国男子足球运动员。他曾代表西德参加1966年和1970年国际足联世界杯，其中1966年世界杯获得亚军，1970年世界杯获得季军。